# Erik Olin Wright
Erik Olin Wright (9 fevereiro de 1947, Berkeley, Califórnia -23 de janeiro de 2019, Milwaukee, Wisconsin) foi um sociólogo norte-americano, integrante do marxismo analítico, professor da Universidade de Wisconsin-Madison. Fazia parte do Centro Havens por Justiça Social, atualmente Centro Wright e Havens por justiça Social. Seus trabalhos mais influentes abarcaram a definição de classes sociais e a teorização de alternativas ao capitalismo, o que ele chamou de utopias reais. Ele foi presidente da Associação dos Sociólogos Norte-Americanos (ASA) em 2012. Ele se envolveu nos protestos de junho de 2011 no Wisconsin, também conhecidos como a Revolução Cheddar, e desenvolveu um esforço de teorização desses acontecimentos.

## Principais obras
- Wright, Erik Olin (1978). Class, crisis, and the state. London: New Left Books. ISBN 9780902308930

- Wright, Erik Olin (1979). Class structure and income determination. New York: Academic Press. ISBN 9780127649504
- Wright, Erik Olin (1997) [1985 Verso]. Classes. London New York: Verso. ISBN 9781859841792
- Wright, Erik Olin (1989). The debate on classes. London New York: Verso. ISBN 9780860919667
- Wright, Erik Olin (1997). Class counts: comparative studies in class analysis. Cambridge New York Paris: Cambridge University Press Maison des Sciences de l'homme. ISBN 9780521556460
- Wright, Erik (2010). Envisioning real utopias. London New York: Verso. ISBN 9781844676170
- Wright, Erik Olin. Alternatives to Capitalism: proposals for a democratic economy with Robin Hahnel (2014) New Left Project. [S.l.: s.n.]
- Wright, Erik (2015). Understanding Class. London New York: Verso. ISBN 9781781689455
- Wright, Erik (2019). Como ser anticapitalista no século XXI?. [S.l.]: Boitempo Editorial